# Grad Klana
Grad Klana (hrvaško Kaštel Klana) je bil grad nad naseljem Klana, v občini Klana, ki spada pod Primorsko-goransko županijo. Domnevno so utrjeni stražni stolp na temeljih antične stražarnice po letu 1139 zgradili Devinski gospodje. V prvi polovici 13. stoletja pa so stražni stolp razširili v grad/trdnjavo. Leži na nadmorski višini 629 m okoli 18,5 km severno od Reke. Danes so ruševine vzdrževane.

## Zgodovina
Na hribu imenovanem »Gradina« nad centrom naselja Klana je bil že v rimskem času stražarski stolp, ki je sčasoma propadel. Območje so zasedli Hrvati. Okoli leta 1118 so območje od Mun do Klane in od Brseča do Klane zavzeli nemški vitezi Devinski gospodje iz Devina. Območje so zasedli v imenu Oglejskega patriarha in puljskega škofa. Takrat so obnovili nekdanji rimski opazovalni stolp. Na stolpu je bila le straža.  V prvi polovici 13. stoletja so Devinski stolp razširili v grad oziroma manjšo trdnjavo. Devinski so bili vazali Oglejskih patriarhov, Rudolf Devinski pa je leta 1351 priznal Goriške grofe za svoje gospodarje, vendar so že leta 1366 svoje posesti predali Habsburžanom in jih dobili nazaj kot fevd. Rodbina Devinskih je leta 1399 izumrla po moški liniji. Njihove posesti dedujejo gospodje Walseejski. Novi upravitelji gospoščine in gradu Klana so grad povečali, da je postal prava trdnjava. V bližini so zgradili kapelo Sv. Trojice iz katere izvira odlomek napisa v glagolici iz leta 1439 in je danes vzidan v pročelje župnijske cerkve Sv. Jerolima. V Klani je bival predstavnik gotniškega kapetana. Rodbina Walseejskih je to posest imela do leta 1466, ko je umrl poslednji moški potomec te linije Walseejskih, Wolfgang. Posest – grad, naselje in gospostvo prevzamejo Habsburžani; cesar Friderik III. Habsburški jo je leta 1468 dal v najem plemičem Barbo iz Trsta, ki so tukaj imeli v najemu utrjeno mitnico (carino) skupaj z mitnico na Reki za 1.400 goldinarjev letno. V tem času se je tako naselje, kot trdnjava razširila za sprejem prebivalstva in živine. Z gradbenimi posegi se je v podnožju palasa gradu ustvaril ozek hodnik, prehod (meje) za pešce. 
V času turških vpadov v drugi polovici 15. stoletja in še posebej v 16. stoletju je bil grad Klana organiziran tudi kot center sistema poštnih kurirjev, ki so proti Trstu in Ljubljani nosili sporočila o premikih in o vpadih turških vojaških odredov. Na gradu Klana sta bila vedno dva konjenika, ki sta na lahkih, kraških konjih javljala premike. Eden je odjahal proti gradu Gotnik, Jablanici, Premu in Senožečam; drugi pa proti Novigradu (Podgradu) in dalje proti Trstu. Leta 1559 so se Turki vračali iz ropanja po Kranjski, vendar so bili pod gradom Klana potolčeni, naropano blago odvzeto in osvobojeni sužnji oziroma ujetniki. Čez en mesec so se Turki vrnili, vendar so bili ponovno premagani. Ko je bil grad Klana sčasoma poškodovan in neudoben za stanovanje, so gospodarji - plemiči Barbo - zgradili nov, manjši, dvonadstropni dvorec klasičnega tipa bliže naselju Klana. Dvorec je bil uničen v požaru na začetku 18. stoletja, tedanji lastniki pa so sploh zapustili Klano. V prvi tretjini 17. stoletja se je baronica Elizabeta Barbo, hči Ludvika Ambrozija Barbe, poročila z baronom Karlom Panizzolijem in mu prinesla grad in gospostvo Klano. Zaradi beneško-avstrijske vojne so bili na zahtevo cesarske komore na vogalih gradu zgrajen okrogli stolpi, ki so imeli debelejše zidove in so tvorili trapezasti tloris. V dolžino je imel zid 75 m in v širino 20-25 m. 
Panizzolijeva hči Ana Marija se je poročila z vitezom Oracijem Scampicchijem, ki je po njeni smrti grad prodal barono Wolfangu Oberburgu. V prvi polovici 18. stoletja grad in gospostvo Klana pridobijo baroni Lazzariniji, ki so ga imeli skoraj celih sto let, upravljali pa so ga iz gradu Gotnik. Po Lazzarinijih so bili lastniki gospostva Klana baroni Negovetić. Andrej Negovetić pa je konce leta 1860 gospostvo Klano in pripadajočim gozdom prodal prebivalcem Klane. Leta 1870 je propadajoč grad močno razrušil močan potres, kvaliteten kamen gradu pa so krajani uporabili za gradnjo svojih hiš. V začetku 21. stoletja je hrvaška država zagotovila sredstva skupaj z evropskimi sredstvi in uredila ostanke gradu in dovozno cesto.